# Gundluru, Molakalmuru
Gundluru là một làng thuộc tehsil Molakalmuru, huyện Chitradurga, bang Karnataka, Ấn Độ.